# Audincthun
 Audincthun  es una población y comuna francesa, situada en la región de Alta Francia,  departamento de Paso de Calais, en el distrito de Saint-Omer y cantón de Fauquembergues.

## Demografía
| 567 | 555 | 543 | 563 | 578 | 574 |
| Para los censos de 1962 a 1999 la población legal corresponde a la población sin duplicidades (Fuente: INSEE [Consultar]) |     |     |     |     |     |